# Jimmy Heath
James Edward Heath, soprannominato Little Bird, detto Jimmy (Filadelfia, 25 ottobre 1926 – Loganville, 19 gennaio 2020), è stato un sassofonista e compositore statunitense.

## Biografia
Fratello del bassista Percy Heath e del batterista Albert Heath, era il padre del percussionista James Mtume.
Con i due fratelli diede vita, nel 1975, al gruppo musicale Heath Brothers, in cui collaborarono Tony Purrone (chitarra) e Mtume (percussioni). Albert "Tootie" Heath lasciò il gruppo nel 1978, per poi ritornarvi nel 1982. L'attività del gruppo andò avanti anche dopo la morte di Percy Heath, avvenuta nel 2005.
Nel corso della sua carriera ha collaborato con Nat Adderley, Donald Byrd, Benny Carter, Stanley Cowell, Miles Davis, Kenny Dorham, Charles Earland, Art Farmer, Curtis Fuller, Red Garland, Bunky Green, Johnny Hartman, Milt Jackson, Freddie Hubbard, J. J. Johnson, Sam Jones, Herbie Mann, Blue Mitchell, Howard McGhee, Julian Priester, Cal Tjader, Pony Poindexter e altri.

## Discografia (leader)
- 1959 - The Thumper (Riverside)
- 1960 - Really Big! (Riverside)
- 1961 - The Quota (Riverside)
- 1962 - Triple Threat (Riverside)
- 1963 - Swamp Seed (Riverside)
- 1964 -	Fast Company (Milestone)
- 1964 -	Nice People (Original Jazz Classics)
- 1964 - On the Trail (Riverside)
- 1965 - Jam Gems: Live at the Left Bank (Label M; pubblicazione 2001) – con Freddie Hubbard
- 1972 - The Gap Sealer (Cobblestone)
- 1973 - Love and Understanding (Muse)
- 1974 - The Time and the Place (Landmark – pubbl. 1994)
- 1975 - Picture of Heath (Xanadu)
- 1985 - New Picture (Landmark)
- 1987 - Peer Pleasure (Landmark)
- 1991 - You've Changed (SteepleChase)
- 1992 - Little Man Big Band (Verve)
- 1995 - You or Me (SteepleChase)
- 2006 - Turn Up the Heath (Planet Arts)
- 2010 - Endless Search (Origin)
- 2012 - Our Jazz Family (JZAZ Records)
- 2014 - Togetherness:Live at the Blue Note (Jazz Legacy Productions)
- 2014 - My Ideal (Jazz Elite S.P.)
- 2020 - Love Letter (Impulse!)